# Trần Anh Hùng
Trần Anh Hùng (Đà Nẵng 23 december 1962) is een Frans-Vietnamees filmregisseur en scenarioschrijver. Zijn films gaan in op verschillende aspecten van het leven in Vietnam.

## Biografie
Na de communistische machtsovername in Saigon in 1975 emigreerde Trần met zijn familie naar Frankrijk. Van 1985 tot 1987 studeerde hij aan de filmhogeschool École Louis-Lumière te Parijs. Zijn eerste speelfilm, L'Odeur de la papaye verte, bracht hij uit in 1993, na twee korte films in 1989 en 1991. Met deze film, die zich afspeelt in Vietnam, won Trần in het Filmfestival van Cannes een gouden camera voor de beste debuutfilm en in 1994 een César voor het beste debuut. De film werd in dat jaar bovendien genomineerd voor een César voor de beste niet-Engelstalige film.
Hoewel L'Odeur de la papaye verte zich afspeelt in Vietnam, werd de film volledig in Frankrijk opgenomen. Voor zijn volgende film, Cyclo, keerde Trần terug naar Ho-Chi-Minh-Stad. In 1995 won deze film een gouden leeuw in het Filmfestival van Venetië.
Zijn derde speelfilm,  The Vertical Ray of the Sun draaide weer in het Filmfestival van Cannes.
De thriller I come with the rain uit 2009 was Trầns eerste film in de Engelse taal. Zijn eerdere films waren Vietnamees gesproken, en speelden in Vietnam. Evenals zijn voorgaande films werd I come with the rain echter wel door Franse fondsen gefinancierd.
Zijn film Norwegian Wood, gebaseerd op een gelijknamige roman van de Japanse schrijver Haruki Murakami, bracht hem in 2010 weer terug naar het Filmfestival van Venetië.
Trần is getrouwd met de actrice Trần Nữ Yên Khê, die met uitzondering van Norwegian Wood in al zijn films speelde en in L'Odeur de la papaye verte de hoofdrol had.

## Filmografie
- 1989: La Femme mariée de Nam Xuong (korte film)
- 1991: La Pierre de l'attente (korte film)
- 1993: L'Odeur de la papaye verte (Mùi đu đủ xanh)
- 1995: Cyclo (Xích lô)
- 2000: The Vertical Ray of the Sun (Mùa hè chiều thẳng đứng)
- 2009: I Come with the Rain
- 2010: Norwegian Wood (Noruwei no Mori)
- 2016: Éternité
- 2023: La Passion de Dodin Bouffant